# El Salto, Tuxpan
El Salto är en ort i Mexiko.   Den ligger i kommunen Tuxpan och delstaten Veracruz, i den sydöstra delen av landet, 250 km nordost om huvudstaden Mexico City. El Salto ligger 23 meter över havet och antalet invånare är 116.
Terrängen runt El Salto är platt. Runt El Salto är det ganska tätbefolkat, med 86 invånare per kvadratkilometer. Närmaste större samhälle är Tuxpan de Rodríguez Cano, 12,2 km söder om El Salto. Trakten runt El Salto består huvudsakligen av våtmarker.